# Divisão administrativa de Cabo Verde
| Sotavento                     | Barlavento                  |
| ----------------------------- | --------------------------- |
| 1. Tarrafal                   | 15. Boavista                |
| 2. São Miguel                 | 16. Sal                     |
| 3. São Salvador do Mundo      | 17. Ribeira Brava           |
| 4. Santa Cruz                 | 18. Tarrafal de São Nicolau |
| 5. São Domingos               | 19. São Vicente             |
| 6. Praia                      | 20. Porto Novo              |
| 7. Ribeira Grande de Santiago | 21. Ribeira Grande          |
| 8. São Lourenço dos Órgãos    | 22. Paul                    |
| 9. Santa Catarina             |                             |
| 10. Brava                     |                             |
| 11. São Filipe                |                             |
| 12. Santa Catarina do Fogo    |                             |
| 13. Mosteiros                 |                             |
| 14. Maio                      |                             |

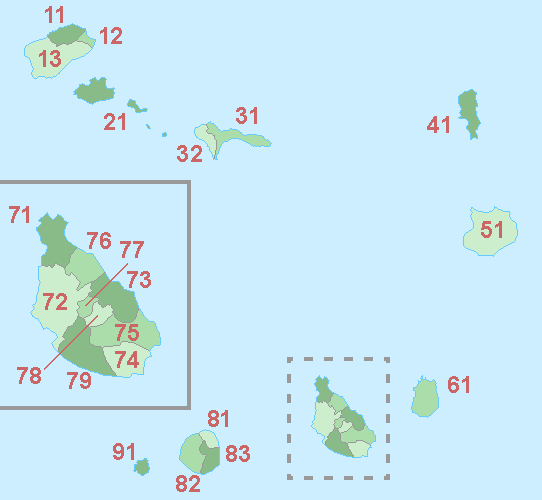

O território de Cabo Verde encontra-se subdividido em concelhos, que se subdividem em freguesias. A divisão oficial, desde 2005, contempla 22 concelhos e 32 freguesias.
A nível administrativo, logo abaixo do governo, encontram-se os municípios, que administram os concelhos, e abaixo destes, as juntas de freguesia, que administram as freguesias. Os municípios, por sua vez, são constituídos por uma câmara municipal — órgão executivo — e por uma assembleia municipal — órgão deliberativo.
As ilhas são tradicionalmente divididas em duas regiões geográficas (sem significado administrativo):
- Barlavento (ou "do lado de onde sopra o vento"), as que estão situadas mais a norte; e
- Sotavento, as quatro ilhas a sul.

É a seguinte a divisão das ilhas em concelhos e freguesias:

## Divisão administrativa do grupo de ilhas de Barlavento
| Ilha        | Concelho                | Freguesia                   |
| ----------- | ----------------------- | --------------------------- |
| Santo Antão | Ribeira Grande          | Nossa Senhora do Rosário    |
| Santo Antão | Ribeira Grande          | Nossa Senhora do Livramento |
| Santo Antão | Ribeira Grande          | Santo Crucifixo             |
| Santo Antão | Ribeira Grande          | São Pedro Apóstolo          |
| Santo Antão | Paul                    | Santo António das Pombas    |
| Santo Antão | Porto Novo              | São João Baptista           |
| Santo Antão | Porto Novo              | Santo André                 |
| São Vicente | São Vicente             | Nossa Senhora da Luz        |
| Santa Luzia | São Vicente             | Nossa Senhora da Luz        |
| São Nicolau | Ribeira Brava           | Nossa Senhora da Lapa       |
| São Nicolau | Ribeira Brava           | Nossa Senhora do Rosário    |
| São Nicolau | Tarrafal de São Nicolau | São Francisco               |
| Sal         | Sal                     | Nossa Senhora das Dores     |
| Boa Vista   | Boa Vista               | Santa Isabel                |
| Boa Vista   | Boa Vista               | São João Baptista           |

## Divisão administrativa do grupo de ilhas de Sotavento
| Ilha     | Concelho                   | Freguesia                  |
| -------- | -------------------------- | -------------------------- |
| Maio     | Maio                       | Nossa Senhora da Luz       |
| Santiago | Praia                      | Nossa Senhora da Graça     |
| Santiago | São Domingos               | Nossa Senhora da Luz       |
| Santiago | São Domingos               | São Nicolau Tolentino      |
| Santiago | Santa Catarina             | Santa Catarina             |
| Santiago | São Salvador do Mundo      | São Salvador do Mundo      |
| Santiago | Santa Cruz                 | Santiago Maior             |
| Santiago | São Lourenço dos Órgãos    | São Lourenço dos Órgãos    |
| Santiago | Ribeira Grande de Santiago | Santíssimo Nome de Jesus   |
| Santiago | Ribeira Grande de Santiago | São João Baptista          |
| Santiago | São Miguel                 | São Miguel Arcanjo         |
| Santiago | Tarrafal                   | Santo Amaro Abade          |
| Fogo     | São Filipe                 | São Lourenço               |
| Fogo     | São Filipe                 | Nossa Senhora da Conceição |
| Fogo     | Santa Catarina do Fogo     | Santa Catarina do Fogo     |
| Fogo     | Mosteiros                  | Nossa Senhora da Ajuda     |
| Brava    | Brava                      | São João Baptista          |
| Brava    | Brava                      | Nossa Senhora do Monte     |
| Ilha     | Concelho                   | Freguesia                  |